# Конституция Люксембурга
Конституция Люксембурга — основной закон Великого Герцогства Люксембург. Была принята 17 октября 1868 года. Конституция 1868 года повлекла за собой радикальные изменения в основах конституционного строя Люксембурга.
Первая конституция в Люксембурге была принята 17 октября 1841 года.  Она вступила в силу 1 января 1842 года. В неё вносились поправки 20 марта 1848 года и 27 ноября 1856 года.

## Перечень изменений
- 15 мая 1919 года — национальный суверенитет переходит от монарха к народу (ст. 32). Монарх лишался права заключать секретный договор (ст. 37). Палата депутатов Люксембурга должна была ратифицировать договор, чтобы он вступил в силу (ст. 37).[6]
- 28 апреля 1948 года — Люксембург определён как «свободное, независимое и неделимое государство».[7]
- 6 мая 1948 года — использования языка в правовых и судебных дел стало регулироваться законом, а не требовать равного обращения французского и немецкого языков (ст. 29)[8] .
- 15 мая 1948 года — избирательное право в Люксембурге было ограничено. Избирательным правом пользовались граждане Люксембурга в возрасте старше 21 и которые имели полноправные политические права, а депутаты должны были быть не младше 25 лет (ст. 52).[9]
- 21 мая 1948 года — [10]
- 27 июля 1956 года — [11]
- 25 октября 1956 года — [12]
- 27 января 1972 года — [13]
- 13 июня 1979 года — [14]
- 25 ноября 1983 года — [15]
- 20 декабря 1988 года — [16]
- 31 марта 1989 года — [17]
- 20 апреля 1989 года — [18]
- 13 июня 1989 года — [19]
- 16 июня 1989 года — [20]
- 19 июня 1989 года — [21]
- 23 декабря 1994 года — [22]
- 12 июля 1996 года — [23]
- 12 января 1998 года — [24]
- 29 апреля 1999 года — [25]
- 2 июня 1999 года — [26]
- 8 августа 2000 года — [27]
- 18 февраля 2003 года — [28]
- 19 декабря 2003 года — [29]
- 26 мая 2004 года — [30]
- 19 ноября 2004 года — [31]